# Bo Nilmert
Bo Nilmert, ursprungligen Nilsson, född 28 november 1946 i Kalmar, är en svensk för detta fotbollsspelare och typograf som spelade fotboll för IFK Norrköping och Kalmar FF i Allsvenskan.  Nilmert finns representerad på Kalmar FF:s Wall of Fame inne på Guldfågeln Arena. Vid Kalmar FF:s 100-årsjubileum 2010 blev Nilmert utnämnd som en av Kalmar FF:s 18 bästa spelare genom tiderna.

## Spelarkarriär
Nilmerts far Ivar "Pie" Nilsson har också representerat Kalmar FF i Allsvenskan liksom hans brorson Christian Nilsson. Nilmert med sin pondus agerade ofta pådrivare och lagkapten under åren i Kalmar FF på 1970-talet. Totalt gjorde Nilmert 460 matcher och 103 mål under sin tid i Kalmar FF.

### Utanför fotbollsplanen
Så började Nilmert som springpojke på lokala tidningen Barometern, avancerade sedan till typograf och slutade där som produktionsansvarig.

## Meriter

### I klubblag
Kalmar FF
- Lilla silvret i Fotbollsallsvenskan 1977